# Squalonchocotyle
Squalonchocotyle är ett släkte av plattmaskar som beskrevs av Cerfontaine 1899. Squalonchocotyle ingår i familjen Hexabothriidae.
Släktet innehåller bara arten Squalonchocotyle squali. Squalonchocotyle är enda släktet i familjen Hexabothriidae.